# Ennio Dal Bianco
Ennio Dal Bianco (Thiene, 3 novembre 1962) è un allenatore di calcio ed ex calciatore italiano, di ruolo portiere.

## Carriera

### Giocatore
Cresciuto nel Lanerossi Vicenza, si fa le ossa tra i pali del Pordenone e del Giorgione prima di tornare in maglia biancorossa. Il primo anno da titolare lo gioca in Serie C1 prima di un anno di interruzione per l'esperienza in Serie B col Padova, che poi lo sceglierà in futuro quale secondo portiere negli anni della promozione e della permanenza nella massima serie, chiuso dal primo portiere Adriano Bonaiuti.
Conta 3 presenze in Serie A, nelle quali ha subito 8 reti. Il debutto risale al 7 maggio 1995, con l'ingresso, in sostituzione dell'espulso Adriano Bonaiuti, al 71' della trasferta contro il Cagliari, che era in vantaggio per 1-0 ed avrebbe raddoppiato all'88'. Torna in campo il 14 aprile 1996, all'inizio del secondo tempo della sfida sul campo dell'Inter, che vinceva per 4-1 ed avrebbe chiuso sull'8-2, mentre il successivo 20 aprile disputa per intero la gara casalinga persa per 3-2 contro l'Udinese.
Ha inoltre totalizzato 25 presenze in Serie B, 9 col Vicenza e 16 col Padova.

### Allenatore
Intrapresa la carriera di allenatore ha guidato Thiene, squadra della sua città natale, Chioggia Sottomarina e Bassano Virtus dove viene esonerato dopo poche giornate.

## Altro
Si è laureato in Scienza della Salute nel giugno 1999. Nello stesso anno apre un centro di Sport Benessere e Salute.

## Palmarès

### Allenatore

#### Competizioni nazionali
- Serie D: 1

Thiene: 2000-2001